# رافائل آلبرتی
رافائل آلبرتی مرلو (اسپانیایی: Rafael Alberti؛ ۱۶ دسامبر ۱۹۰۲ – ۲۸ اکتبر ۱۹۹۹) یک شاعر اهل اسپانیا بود.
از فیلم‌ها یا مجموعه‌های تلویزیونی که وی در آن‌ها نقش داشته‌است می‌توان به شبح‌بانو اشاره نمود. وی همچنین برنده جوایزی همچون جایزه سروانتس شده است.